# Snorri Sturluson
Snorri Sturluson (1179 – 23 tháng 9 năm 1241) là một nhà sử học, nhà thơ và chính trị gia Iceland. Ông đã 2 lần được bầu làm người đọc luật tại Viện Nguyên Lão Iceland. Ông là tác giả của các chuyện kể Edda, bao gồm Gylfaginning ("sự lừa đảo của Gylfi", một câu chuyện của thần thoại Bắc Âu), Skáldskaparmál (một cuốn sách về ngôn ngữ thơ ca), và Háttatal (một danh sách các hình thức thơ). Ông cũng là tác giả của Heimskringla, về lịch sử của các vị vua Na Uy với những chi tiết huyền thoại lấy từ sử thi Ynglinga, xuyên suốt cho tới thời kì đầu Trung cổ của lịch sử vùng Scandinavia. Vì lý do phong cách và phương pháp luận, Snorri thường được coi là tác giả của bộ sử thi Egil.
Như một nhà sử học và nghiên cứu văn hóa, Snorri được ghi nhớ bởi việc đề xuất giả thuyết (trong Edda bằng văn xuôi) rằng các thần linh bắt đầu từ những vị vua và tướng lĩnh chiến tranh được thờ cúng sau khi chết. Khi mọi người nhắc đến các tướng lĩnh tử trận, hoặc nhà vua đã chết khi phải đối mặt với khó khăn của bộ tộc, họ bắt đầu tôn kính hình tượng đó. Cuối cùng, người ta chỉ còn nhớ đến các vua và tướng lĩnh như thần thánh. Ông cũng cho rằng, khi một bộ tộc chiến thắng bộ tộc khác, họ giải thích chiến thắng của mình là do các vị thần của chính họ đã thắng trong trận chiến với các vị thần bộ tộc kia.